# Josselin (jméno)
Josselin je ženské a mužské křestní jméno germánského původu. Původně to bylo germánské mužské jméno, dříve psané jako Gaudelenus, Gautselin, Gauzlin… Je odvozeno ze slova Gaut, který pochází ze názvu jednoho germánského kmene Gautů nakombinované s latinskou zdrobnělou příponou. Seveřané to jméno přivezli do Anglie ve formě Goscelin či Joscelin a až do 14. století bylo velmi běžné. Ve 20. století se hlavně užívá jako jméno ženské.

## Další varianty
Joscelin, Jocelyn, Joseline, Joslin, Joselyn, Josslyn, Joselin

## Známí nositelé
- Joscelin, biskup Paříže, v 9. století francouzský duchovní
- Joscelin I., hrabě Edessy
- Joscelin II., hrabě Edessy
- Joscellin III. z Edessy

- Joscelin z Louvain, anglický šlechtic
- Josceline Percy, důstojník v britském královském námořnictvu
- Josceline Percy, britský politik
- Goscelin, hagiograf z 11. století

- Jocelyn Bellová Burnellová, britská astronomka
- Jocelyn de Brakelond, kronikář z 12. století
- Jocelyn Gill, americký astronom
- Jocelyn Godefroi, britský překladatel
- Jocelyn Pook, britský houslista
- Joss Stone, britská zpěvačka